# Кнопс, Кьелл
Кьелл Кнопс (нидерл. Kjell Maria-Goretti Mathieu Knops; род. 21 июля 1987, Вейлре, Лимбург) — нидерландский футболист, защитник клуба «Груне Стер».

## Игровая карьера

### Начало карьеры
Кнопс провел свою юность в клубе «Рода». Он дебютировал в профессиональном футболе в Эредевизи 15 ноября 2008 года в игре против НЕКа, которая закончиласьь победой «Роды» со счётом 3:0. Это было его единственное появление на поле в футболке этого клуба. Сезон 2010/11 он провел в Топклассе (третий дивизион) в любительском клубе ЕВВ, он появился в 28 матчах лиги и Кубка. Его клуб занял девятое место в любительской лиге. При этом он забил два гола за клуб, в победах над АФК и «Dijkse Boys».

### МВВ Маастрихт
Кнопс вернулся в профессиональный футбол в сезоне 2011/12, подписав контракт с МВВ, который на тот момент выступал в первом дивизионе. Он забил свой первый гол в матче с «Телстар» 21 октября. Четыре дня спустя он получил первую красную карточку в своей карьере после того, как он совершил фол последней надежды в матче с «Ахиллес ’29» в Кубке Нидерландов. Он был удалён во второй раз 20 января 2012 года, после получения двух жёлтых карточек в матче с командой «Хелмонд Спорт» . Кьелл появился на поле в 36 играх, в том числе обоих раундов плей-офф . В сезоне 2012/13 он также сыграл в 36 матчах, в этом сезоне МВВ занял пятое место, что дало им право начать со второго раунда плей-офф, где они проиграли со счётом 4:1 «Волендаму». Он забил свой второй гол за клуб 1 марта 2013 года в матче с «Эмменом». Кнопс подписал в июне 2013 года новый двухлетний контракт с клубом. В сезоне 2013/14 Кнопс появился на поле только 26 раз, выбыв на два месяца из-за травмы колена. Его контракт с клубом закончился 31 марта 2016 года.

### Порт Вейл
В июне 2016 года Кьелл подписал двухлетний контракт с клубом Порт Вейл. Кнопс говорил, что он выбрал эту команду из-за привлекательного стиля футбола Рибейроса. Сезон 2016/17 он играл на позиции левого защитника.

## Статистика
| Клуб          | Сезон   | Лига            | Чемпионат | Чемпионат | Кубок | Кубок | Кубок лиги | Кубок лиги | Прочее | Прочее | Итого | Итого |
| Клуб          | Сезон   | Лига            | Игры      | Голы      | Игры  | Голы  | Игры       | Голы       | Игры   | Голы   | Игры  | Голы  |
| ------------- | ------- | --------------- | --------- | --------- | ----- | ----- | ---------- | ---------- | ------ | ------ | ----- | ----- |
| Рода          | 2008/09 | Эредивизи       | 1         | 0         | 0     | 0     | 0          | 0          | 0      | 0      | 1     | 0     |
| Рода          | 2009/10 | Эредивизи       | 0         | 0         | 0     | 0     | 0          | 0          | 0      | 0      | 0     | 0     |
| Рода          | Итого   | Итого           | 1         | 0         | 0     | 0     | 0          | 0          | 0      | 0      | 1     | 0     |
| ЕВВ           | 2010/11 | Топклассе       | 26        | 2         | 2     | 0     | 0          | 0          | 0      | 0      | 28    | 2     |
| МВВ Маастрихт | 2011/12 | Первый дивизион | 32        | 1         | 2     | 0     | 0          | 0          | 2      | 0      | 36    | 1     |
| МВВ Маастрихт | 2012/13 | Первый дивизион | 33        | 1         | 1     | 0     | 0          | 0          | 2      | 0      | 36    | 1     |
| МВВ Маастрихт | 2013/14 | Первый дивизион | 25        | 0         | 1     | 0     | 0          | 0          | 0      | 0      | 26    | 0     |
| МВВ Маастрихт | 2014/15 | Первый дивизион | 27        | 0         | 2     | 0     | 0          | 0          | 0      | 0      | 29    | 0     |
| МВВ Маастрихт | 2015/16 | Первый дивизион | 35        | 0         | 1     | 0     | 0          | 0          | 4      | 0      | 40    | 0     |
| МВВ Маастрихт | Итого   | Итого           | 152       | 2         | 9     | 0     | 0          | 0          | 8      | 0      | 169   | 2     |
| Порт Вейл     | 2016/17 | Лига один       | 14        | 0         | 1     | 0     | 1          | 0          | 0      | 0      | 16    | 0     |
| Всего         | Всего   | Всего           | 193       | 4         | 10    | 0     | 1          | 0          | 8      | 0      | 212   | 4     |

1. 1 2 3  Appearance in the play-offs.